# イエフ
イエフ（ヘブライ語: יהוא Yēhû’ イェーフー、在位：紀元前842年頃 - 紀元前815年頃）は、ヘブライ語で「ヤハウェが存在する」という意味。紀元前9世紀後半のイスラエル王国（北王国）の王。エヒウ（口語訳聖書）、エフー（新改訳聖書）とも表記する。

## 旧約聖書に基づく事績
「列王記下」9章及び10章がその事績についての主な史料である。それによれば、クーデターによって、オムリ王朝に連なる最後の王ヨラム及びその母イゼベルを殺害、イエフ王朝を開いた。このクーデターは紀元前842年頃と考えられる。またサマリヤの長老らを脅迫して、70人いたヨラムの息子たちを皆殺しにさせた。さらにオムリ王朝ではヤハウェ信仰と異なるバアル崇拝が一部認められていたが、このバアル崇拝を推進するための聖会を開くと偽って国中のバアル崇拝者を集めると、これを皆殺しにして国内のバアル崇拝を根絶した。このことにより、列王記においては「ヤハウェの称揚を得、イエフの家が4代続く事を預言された」と記されている。一方で「列王記」筆者は、金の子牛への崇拝を根絶しなかったとして、その限界をも指摘している。また、このころから「主がイスラエルを衰退に向かわせられた」（「列王記下」10:32、新共同訳聖書による）とされ、アラム王ハダドエゼルによってヨルダン川の東岸が侵略されたと伝えられる。28年間統治し、死後、息子のヨアハズが王位を継承した。

## 聖書以外の出典における事績
古代オリエント史に基づくイスラエルのパワーゲームにおける地位からすれば、カナン人やアラム人との交流・同盟により国力を高め、カルカルの戦いではダマスコに次ぐ10000の兵士と2000両という最大の規模の戦車隊を提供して、北パレスチナの地域大国のひとつとして新アッシリア帝国を阻んだアハブの治世と比較すれば、イエフは逆に近視眼的なヤハウェ信仰重視のイスラエル優越主義に基づき、カナン人やアラム人を敵視して国力を衰退させ、遠方の大国アッシリアに跪いたこと、これによりアッシリアのこの地域への侵入を助けたという点で後退を見せており、またイスラエルの最終的な破滅を早めたと、W. ディートリヒは評価する。
イエフ、および彼の支配するイスラエルが国際的にどのような地位にあったかについては、聖書外の資料が明示している。アッシリア王シャルマネセル3世の碑文中では、アッシリアに朝貢した地中海沿岸地方の一人の王としてイエフが言及されている。また、ニムルド（アッシリアの首都カルフの遺跡）から出土した黒色オベリスクのレリーフには、シャルマネセル3世に跪拝（叩頭礼）して朝貢するイエフの姿が描かれている。ここでのイエフは皮肉にも『オムリの家のイエフ』と、自身が滅ぼした前王朝の名前の下で紹介されているが、これはオムリの治世が優れていたことから、近隣諸国はイスラエルの代名詞として『オムリの家』を使用していたことに由来する。
前述の通り、聖書の記述でもこれらの兆候が表れていたことが指摘されており、歴史上のイエフは頑迷なヤハウェ信仰に基づく政策を執ってイスラエルの地位及び国力を低下させた暗君であったことがわかる。史実に於けるアハブのように、聖書の視点に基づく人物像と一致していることが窺える。